# Dirty South (musicien)
Pour les articles homonymes, voir South.
Dans le domaine musical, le dirty south renvoie aussi à un genre de hip-hop.
Dirty South (né Dragan Roganović) est un DJ, remixeur, et producteur musical australien, d'origine serbe.

## Biographie
Né en 1978, dans ce qui était la Yougoslavie, devenue Serbie, il déménage ensuite à Melbourne, en Australie, à l'âge de 13 ans. Sa carrière de mixeur commence avec de simples appareils à cassette audio sur lesquels il enregistre par une technique combinée de lecture et de pause de bande-son. Il réalise ses premiers mix, qu'il distribue par la suite à ses amis. Depuis 2000, il réutilise souvent ce système pour composer des mixes au style traditionnel.
La carrière de producteur de Dirty South se développe en parallèle à sa carrière de DJ, il utilise son ordinateur personnel pour créer ses remixes et des mashups d'autres voix d'artistes et les distribuent ouvertement, ce qui attire l'attention de Vicious Vinyl Records, un label australien spécialisée. Cette dernière le fait signer un contrat en 2005, et lui permet de dévoiler son talent en ce qu'il fait en remixant habilement plusieurs sons mais aussi en créant ses propres mixes.
Il est nomé deux fois du RIAA en 2005 et 2006. En 2007, Dirty South se classe 11e dans le classement du In the Mix 50 DJ Charts (classement australien de DJ). Fin 2007, il se classe premier de l'australien Club Charts avec le titre It's Too Late d'Evermore. Il est le premier artiste Australien depuis 1999 à remporter une récompense au Pete Tongs Essential New Tune. It's Too Late ne se contente pas de cartonner sur les dancefloors australiens, puisqu'il est largement apprécié sur la scène clubbing internationale,,.
En 2007, Dirty South s'associe au DJ anglais Paul Harris pour le titre Better Day lequel suscite l'intérêt de Pete Tong, devenu par la suite un collaborateur de Dirty South. Il remixe aussi des sons, incluant Reach For Me, Feels Like Home et Higher State of Consciousness avec la participation de TV Rock, un duo d'artistes de dance également originaire de Melbourne réunissant Grant Smillie et Ivan Gough. En juillet 2007, Dirty South et TV Rock se joignent à MYNC project, un DJ anglais, pour le titre Everybody Freakin. Dirty South est classé 2e au classement des meilleurs DJ et 1er au classement des meilleurs producteurs lors de l'édition 2007 des In the Mix 50 DJ Charts[réf. souhaitée]. Peu de temps après, le magazine australien DJ Mag l'inclut pour la première fois dans son Top 100 à la 98e place[réf. souhaitée]. Fin 2007, Dirty South sort son single Let It Go sous le label Axtone, le label du DJ Axwell. 
Dirty South collabore beaucoup dans les années 2010 avec la Swedish House Mafia notamment avec Axwell et Sebastian Ingrosso. En août 2012, Dirty South sort son single City of Dreams avec Alesso et le chanteur Ruben Haze. Le morceau sort exclusivement sur Beatport, et atteint la première position dans le Beatport Top 100 dès la première semaine. En soutien au morceau, Dirty South annonce sa plus grande tournée nord-américaine, le City of Dreams Tour.

## Discographie

### Albums studio
- 2013 : Speed of Life
- 2014 : With You
- 2018 : XV

### Singles et EP
| Année | Titre                                                                    | Meilleure position | Meilleure position | Meilleure position | Meilleure position | Meilleure position | Album    |
| Année | Titre                                                                    | BEL (VL)           | SUÈ                | P-B                | FRA                | ESP                | Album    |
| ----- | ------------------------------------------------------------------------ | ------------------ | ------------------ | ------------------ | ------------------ | ------------------ | -------- |
| 2006  | It's Too Late (Ride On) (Dirty South vs. Evermore)                       | 55                 | –                  | 75                 | 69                 | –                  | Singles  |
| 2007  | Let It Go                                                                | –                  | –                  | 34                 | –                  | 10                 | Singles  |
| 2008  | Open Your Heart (avec Axwell & Rudy)                                     | –                  | –                  | 21                 | –                  | –                  | Singles  |
| 2008  | The End                                                                  | –                  | –                  | 83                 | –                  | –                  | Singles  |
| 2009  | How Soon Is Now (avec David Guetta, Sebastian Ingrosso & Julie McKnight) | –                  | 52                 | –                  | –                  | –                  | Singles  |
| 2011  | Alive (avec Thomas Gold & Kate Elsworth)                                 | 114                | –                  | –                  | –                  | –                  | Singles  |
| 2013  | City of Dreams (avec Alesso & Ruben Haze)                                | 86                 | –                  | –                  | –                  | –                  | Singles  |
| 2014  | Unbreakable (avec Sam Martin)                                            | 101                | –                  | –                  | –                  | –                  | With You |

Autres :
- 2005 : Sleazy (feat. Matt Doll)
- 2006 : Dirty South EP
- 2007 : Everybody Freakin' (feat. MYNC Project)
- 2007 : Let It Go (feat. Rudy)
- 2007 : Minority
- 2008 : Better Day (feat. Paul Harris & Rudy)
- 2008 : D10
- 2008 : Shield (feat. D Ramirez)
- 2008 : The End (sample de The Doors)
- 2009 : Open Your Heart (feat. Axwell)
- 2009 : Alamo
- 2009 : We Are (feat. Rudy)
- 2009 : Meich (feat. Sebastian Ingrosso)
- 2009 : How Soon Is Now (feat. David Guetta, Sebastian Ingrosso, Julie McKnight)
- 2010 : Stopover (avec Mark Knight)
- 2010 : Phazing (feat. Rudy)
- 2011 : Alive (avec Thomas Gold) (feat. Kate Elsworth)
- 2011 : Walking Alone (avec Those Usual Suspects feat. Erik Hecht)
- 2012 : Eyes Wide Open (avec Thomas Gold feat. Kate Elsworth)
- 2012 : City of Dreams (avec Alesso feat. Ruben Haze)
- 2012 : Rift (avec Michael Brun)
- 2013 : Halo (avec Deniz Koyu)
- 2013 : Champions
- 2014 : Unbreakable (feat. Sam Martin)
- 2015 : Find A Way (feat. Rudy)
- 2016 : All of Us (feat. ANIMA!)
- 2016 : Just Dream (feat. Rudy)
- 2016 : Drift"
- 2017 : I Swear (feat. ANIMA!)
- 2017 : The First Time (feat. Rudy)

### Compilations de mix
- 2006 : Clubwork 2
- 2006 : Onelove 5
- 2007 : Ministry of Sound - Sessions Four
- 2007 : CR2 Live and Direct
- 2008 : Vicious Cuts 2008
- 2008 : Toolroom Knights
- 2009 : Ministry of Sound - Sessions Six

### Remixes
- 2004 : Dalassandro - Dial L
- 2005 : Freemasons - Love on My Mind
- 2005 : Gaelle - Give It Back
- 2005 : Isaac James - Body Body
- 2005 : mrTimothy - I'm On My Way (I'm Coming)
- 2005 : Silosonic - Somethin
- 2005 : Soulwax - NY Excuse
- 2005 : Spektrum - Kinda New
- 2005 : T-Funk feat. Inaya Day - The Glamorous Life
- 2006 : Ferry Corsten - Watch Out
- 2006 : Depeche Mode - Just Can't Get Enough
- 2006 : Evermore - It's Too Late (Ride On)
- 2006 : Isaac James - Just Can't Handle This
- 2006 : Chris Lake feat. Laura V - Changes
- 2006 : Fedde le Grand - Put Your Hands Up for Detroit
- 2006 : Mind Electric - Dirty Cash (Money Talks)
- 2006 : mrTimothy - Stand by Me
- 2006 : Rogue Traders - Watching You
- 2006 : Led Zeppelin - Babe, I'm Gonna Leave You
- 2006 : TV Rock feat. Nancy Vice - Bimbo Nation
- 2006 : TV Rock feat. Seany B - Flaunt It
- 2006 : Vandalism - Never Say Never
- 2007 : Chab feat. JD Davis - Closer to Me
- 2007 : Cicada - The Things You Say
- 2007 : Funky Green Dogs aka Murk - Reach for Me
- 2007 : Kaskade - Sorry
- 2007 : Meck feat. Dino - Feels Like Home
- 2007 : Mark Ronson feat. Daniel Merriweather - Stop Me
- 2007 : Roger Sanchez - Not Enough
- 2007 : Wink - Higher State of Consciousness
- 2007 : Tiësto feat. Christian Burns - In the Dark
- 2007 : Tracey Thorn - Grand Canyon
- 2007 : David Guetta - Baby When the Light
- 2008 : Buy Now - Body Crash
- 2008 : Snoop Dogg - Sexual Eruption
- 2008 : John Dahlbäck - Pyramid
- 2008 : The Pussycat Dolls - When I Grow Up
- 2008 : Pnau - With You Forever
- 2009 : Axwell, Sebastian Ingrosso, Steve Angello, Laidback Luke - Leave The World Behind
- 2009 : U2 - I'll Go Crazy
- 2009 : The Temper Trap - Sweet Disposition (avec Axwell)
- 2010 : Miike Snow - Silvia (avec Sebastian Ingrosso)
- 2011 : Diddy - Dirty Money - Coming Home
- 2011 : Jeremy Olander - Airsteala
- 2011 : Nero - Me and You
- 2011 : Skylar Grey - Invisible
- 2012 : Miike Snow - Devil's Work
- 2012 : John Dahlbäck feat. Urban Cone et Lucas Nord – Embrace Me
- 2013 : MONSTA – Messiah
- 2013 : Maarcos – Blaze
- 2015 : Zedd feat. Jon Bellion - Beautiful Now
- 2016 : Dirty South feat. ANIMA! - All of Us
- 2017 : Zoo Brazil feat. Niara - Never Had